# Paris Barclay
Paris Barclay (født 30. juni 1956) er en amerikansk tv-instruktør og producer. Han har vundet Emmy Award to gange og er blandt de travleste instruktører. Han har instrueret mere end 135 episoder af tv til dato; for serier som NYPD Blue, Skadestuen, The West Wing, CSI, Lost, The Shield, House, Law & Order, Monk, Numb3rs, City of Angels, Cold Case, og for nylig Sons of Anarchy, The Mentalist, Weeds, NCIS: Los Angeles, In Treatment, Glee, Smash og The Good Wife, Extant og Manhattan.
Barclay var executive producer og ledende instruktør af FXs højest rangerede serie nogensinde, Sons of Anarchy.